# Linia kolejowa 120 Bratysława – Żylina
Linia kolejowa nr 120 – linia kolejowa o długości 203 km, łącząca Bratysławę z Żyliną. Jedna z dłuższych linii kolejowych na Słowacji.
Linia jest dwutorowa i zelektryfikowana, docelowo ma być w całości przystosowana do prędkości 160 km/h.

## Historia linii
W roku 1840 linia została otwarta na odcinku Pressburg (obecnie Bratysława) do Svätý Jur jako kolej konna. Była pierwszą linią kolejową w Królestwie Węgier.